# Meranti (Pangkalan Kuras)
Meranti is een bestuurslaag in het regentschap Pelalawan van de provincie Riau, Indonesië. Meranti telt 1284 inwoners (volkstelling 2010).